# سوخورچکا
سوخورچکا (انگلیسی: Sukhorechka) یک شهرک در شهرستان بیژبولیاکسکی باشقیرستان کشور روسیه است.